# 勒莫尼耶环形山
勒莫尼耶环形山（Le Monnier）是位于月球正面澄海东沿的一座古老撞击坑残迹，约形成于39.2-38.5亿年前的酒海纪，其名称取自十八世纪法国天文学家暨物理学教授皮埃尔·夏尔·勒莫尼耶（Pierre Charles Lemonnier，1715年-1799年），1935年被国际天文学联合会批准接受。

## 描述

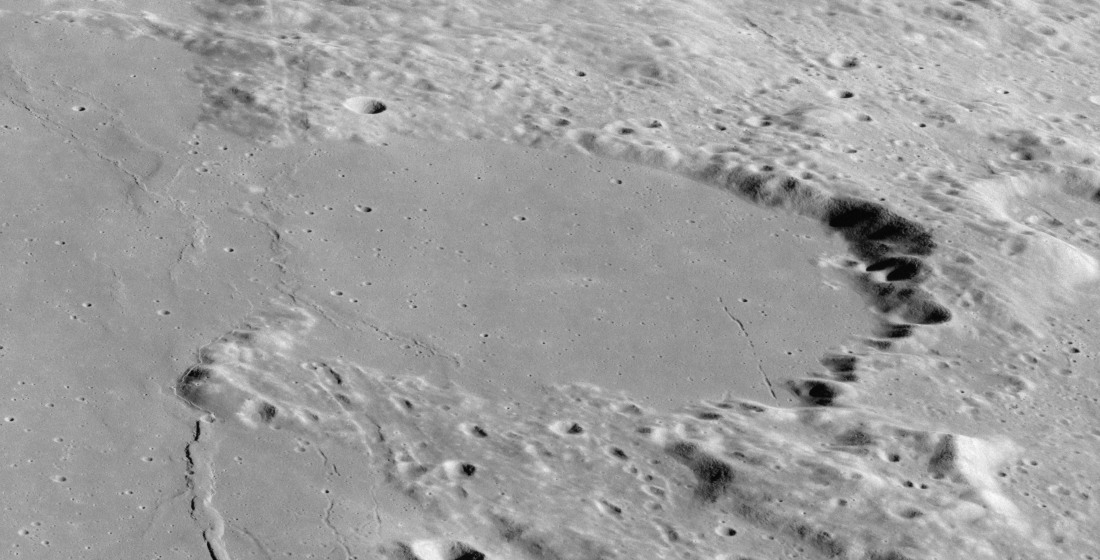
阿波罗17号拍摄的勒莫尼耶环形山斜视图

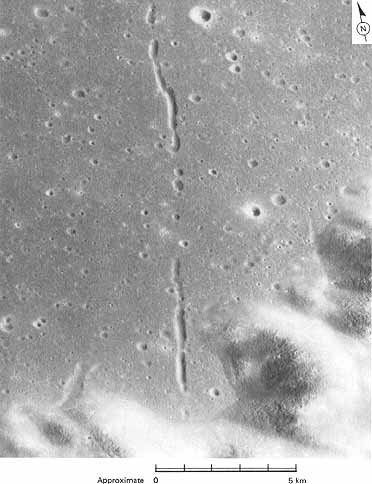
勒莫尼耶环形山坑底南部一联串的凹坑（非正式名称-直沟），阿波罗15号拍摄。

该陨坑位于波希多尼环形山及沙科纳克环形山以南、东侧毗邻罗默陨石坑，较小的布儒斯特陨石坑和博雷尔陨石坑分别位于它的东南和西南、南面则分布了克勒克陨石坑和利特罗陨石坑，而西南偏南则是更小的，直径仅4.7公里的维里陨石坑。此外，勒莫尼耶环形山的西侧和西南分别绵延着斯米尔诺夫山脊和阿尔德罗万迪山脊；沿北、东、南三面分别则蜿蜒着沙科纳克月溪、罗默月溪及利特罗夫月溪。该陨坑中心月面坐标为26°40′N 30°30′E / 26.66°N 30.50°E，直径68.40公里，深约2.75公里。
勒莫尼耶环形山已被西面月海涌入的玄武岩熔岩淹没，由于西侧坑壁被冲毁消失，该月坑现形同澄海东沿上一处半圆形的月湾，原西侧边缘仅显示有一些隐约的皱脊，而其余部分坑壁也已破碎、磨损，间杂着一些撞击凹槽。该陨坑残壁最大高出周边地形1270米，内部容积约4126立方千米。熔岩覆盖的平坦坑底表面没有醒目的撞击坑，靠南部分布有一联串长约22公里的凹坑。

## 飞船降落点
1973年1月15日苏联空间探测器月球21号携带月球车2号降落在在勒莫尼耶环形山坑内，月面坐标为25°51′N 30°27′E / 25.850°N 30.450°E。在该陨坑坑底南部进行了为期4个月的探测，行走距离达42公里。月球车2号摄像控制组人员为方便起见，对陨坑中的部分详细地貌进行了非正式的命名如：康特丘、斜坑、近岬、远岬、圆湾、直槽等。

## 卫星环形山
按惯例，将在月球图上靠近勒莫尼耶环形山的小陨石坑中心点旁放置字母来对它们进行标记。
| 勒莫尼耶 | 纬度    | 经度    | 直径    |
| -------- | ------- | ------- | ------- |
| A        | 26.9° N | 32.5° E | 21 公里 |
| H        | 25.0° N | 29.6° E | 6 公里  |
| K        | 27.7° N | 30.2° E | 4 公里  |
| S        | 26.8° N | 33.9° E | 40 公里 |
| T        | 25.1° N | 31.4° E | 18 公里 |
| U        | 26.1° N | 33.5° E | 25 公里 |
| V        | 26.0° N | 34.3° E | 23 公里 |

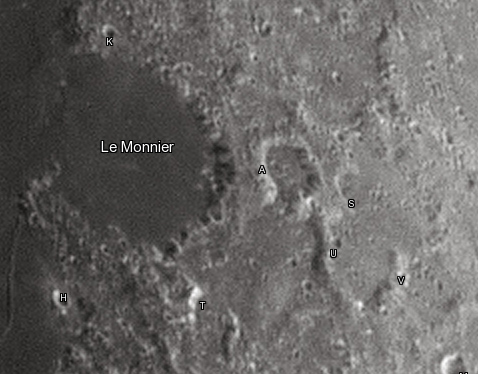
卫星坑图.

- 1973年卫星坑“勒莫尼耶 B”被国际天文学联合会更名为维里陨石坑；
- 1976年卫星坑“勒莫尼耶 C”被国际天文学联合会更名为博雷尔陨石坑。

## 延伸阅读
- Andersson, L. E.; Whitaker, E. A. . NASA RP-1097. 1982.
- Blue, Jennifer. . USGS. July 25, 2007  [2007-08-05]. （原始内容存档于2012-04-08）.
- Bussey, B.; Spudis, P. . New York: Cambridge University Press. 2004. ISBN 978-0-521-81528-4.
- Cocks, Elijah E.; Cocks, Josiah C. . Tudor Publishers. 1995. ISBN 978-0-936389-27-1.
- McDowell, Jonathan. . Jonathan's Space Report. July 15, 2007  [2007-10-24]. （原始内容存档于2012-05-26）.
- Menzel, D. H.; Minnaert, M.; Levin, B.; Dollfus, A.; Bell, B. . Space Science Reviews. 1971, 12 (2): 136–186. Bibcode:1971SSRv...12..136M. doi:10.1007/BF00171763.
- Moore, Patrick. . Sterling Publishing Co. 2001. ISBN 978-0-304-35469-6.
- Price, Fred W. . Cambridge University Press. 1988. ISBN 978-0-521-33500-3.
- Rükl, Antonín. . Kalmbach Books. 1990. ISBN 978-0-913135-17-4.
- Webb, Rev. T. W.  6th revised. Dover. 1962. ISBN 978-0-486-20917-3.
- Whitaker, Ewen A. . Cambridge University Press. 1999. ISBN 978-0-521-62248-6.
- Wlasuk, Peter T. . Springer. 2000. ISBN 978-1-85233-193-1.